# Општина Лапуђу Де Жос (Хунедоара)
Лапуђу Де Жос (рум. Lãpugiu De Jos) општина је у Румунији у округу Хунедоара.
Oпштина се налази на надморској висини од 267 m.